# اودودنیا مادیگه
اودودنیا مادیگه (به لاتین: Ududeniya Madige) یک منطقهٔ مسکونی در سری‌لانکا است که در استان مرکزی (سری‌لانکا) واقع شده‌است.